# 899
سنة 899 م هي سنة بسيطة بدأت بوم الاثنين حسب التقويم اليولياني

## أحداث
- الثائر المولدي في الأندلس عمر بن حفصون يعمد نفسه مع عائلته إيذانا بدخوله الديانة المسيحية.

## مواليد
- محمد بن أحمد الخوارزمي مؤرخ إيراني

## وفيات
- ألفريد العظيم
- 13 نوفمبر - أبو محمد بن قتيبة المؤرخ العربي.
- المبرد